# Nando (Fußballspieler, 1982)
Nando (* 9. August 1982; † 2. September 2007; bürgerlich Fernando Paulo Matola) war ein mosambikanischer Fußballspieler.
Er war 2002 vom mosambikanischen Erstligisten Costa do Sol zum südafrikanischen Premier-League-Club Black Leopards gewechselt. Hier war der Verteidiger zuletzt auch Mannschaftskapitän.
Nando kam bei einem Autounfall ums Leben, als er sich auf dem Weg nach Maputo zur Vorbereitung der Nationalmannschaft auf das Qualifikationsspiel in Tansania zur Afrikameisterschaft befand. Er hatte auf der Straße von Tzaneen nach Lydenburg die Kontrolle über seinen Wagen verloren und ihn gegen einen Baum gesteuert. Auch Nandos Frau und seine beiden Kinder kamen bei dem Unfall ums Leben.